# Rhabdomastix (Rhabdomastix) teriensis
Rhabdomastix (Rhabdomastix) teriensis is een tweevleugelige uit de familie steltmuggen (Limoniidae). De soort komt voor in het Oriëntaals gebied.